# Literatura cuzqueña

## Literatura del Cusco incaico
Los Incas, es sabido, no conocieron la escritura, pero esto no fue obstáculo para que desarrollaran una literatura en lengua quechua en géneros como el épico, el dramático y el lírico. Pequeñísima parte de este acervo cultural se ha conservado hasta hoy día gracias a las recopilaciones que hicieron los cronistas. Se trata, sobre todo, de poesías como los haylli, que eran una especie de himnos guerreros, o los harawi, que, por el contrario, eran canciones de amor y de ausencia.

## Literatura del Cusco colonial
Durante los primeros siglos de la colonia, el género más característico fue la crónica. Entre los cronistas que nacieron en el Cusco o que crearon su obra en la antigua capital incaica destacan el Inca Garcilaso, con sus Comentarios Reales de los Incas (1609); Vasco de Contreras y Valverde, con su Relación de la Ciudad del Cusco (1649); Diego de Esquivel y Navia, autor de las Noticias Cronológicas de la Ciudad del Cuzco (1749), y, finalmente Ignacio de Castro, quien escribió una Relación de la Fundación de la Real Audiencia del Cuzco (1788). Un hombre de letras que también alcanzó renombre en su tiempo y que es considerado hasta ahora uno de los pilares de la literatura peruana colonial, fue Juan Espinoza Medrano. El lunarejo, autor de un Apologético en favor de Luis de Góngora (1662), de gran maestría estilística.
El Inca Garcilaso de la Vega (1540-1616) es, sin embargo, quien alcanza una estaura universal. Para muchos encarnación del mestizaje que se produce en tierras peruanas tras la conquista española. Garcilaso es ante todo el autor de esa mezcla de crónica histórica, literatura y autobiografía que son los Comentarios Reales de los Incas, libro escrito en plena madurez intelectual y en el que el Inca hace una reconstrucción de la vida en el imperio de los incas, no siempre fidedigna pero llena, en cambio, de la admiración que los cusqueños sienten por ese período de su historia.
Otro momento interesante de la literatura cusqueña colonial está relacionada con el quechua y se produce a partir de fines del siglo XVII. Por entonces, el nacionalismo en germen de los sectores criollos hace que se empiece a producir una literatura en el idioma nativo que busca adueñarse del pasado incaico. Tal es el caso, por citarse solo los ejemplos más representativos, de los dramas en quechua Usca Paucar y Ollantay. De hecho, algunos estudiosos consideran que el período que va de fines del siglo XVII a fines del XVIII, es el "siglo de oro" del quechua literario.

## Literatura del Cusco republicano
La literatura del Cusco republicano está marcada por la preocupación que los artistas sienten por la situación de postración en que viven las masas indígenas, así como por el afán de revalorar y rescatar las más diversas expresiones culturales de este sector por entonces mayoritario de la población. En la narrativa, esto se tradujo en el surgimiento de la novela indigenista, cuyas primeras manifestaciones las encontramos en el siglo XIX. Narciso Aréstegui (1824-1869) y Clorinda Matto de Turner son los máximos exponentes.
Abogado, profesor y político cusqueño, Aréstegui es el autor de El padre Horán, novela en la que se relata la vida del Cusco en la primera mitad del siglo XIX y hace una fuerte denuncia de la pobreza de la mayoría de sus pobladores entre ellos los indios. Clorinda Matto de Turner (1852-1909) es autora de la que es considerada la primera novela indigenista del Perú, Aves sin nido, en la que se muestra la cruel explotación de la que eran víctimas los indígenas. Entre su amplia producción literaria se encuentran también unas Tradiciones cuzqueñas que, al estilo de las Tradiciones peruanas de Ricardo Palma, recogen pasajes de la historia de la antigua capital incaica y hechos curiosos ocurridos en ella.

### Teatro quechua
Entre las dos últimas décadas del siglo XIX y las dos primeras del siglo XX, la ciudad del Cusco conoce el auge de una amplia y variada producción teatral en lengua quechua. Son más de setenta, entre dramas y comedias, las obras que se escribieron y se pusieron en escena en ese período y son numerosos, asimismo, los autores que cultivaron estos géneros literarios, destacando los nombres de Nicanor Jara, José Lucas Caparó y Nemesio Zúñiga Cazorla.

## Siglo XX
En el siglo XX, es casi imprescindible eso que podríamos llamar la "mitología literaria" del Cusco, que nos muestra sobre todo la imagen de una ciudad sagrada, cuna de la más alta civilización que floreció en suelo peruano y americano hasta antes de la llegada de los europeos. Precisamente desde esta perspectiva resultan pioneras algunas páginas de esos dos pilares del indigenismo cusqueño que son Luis E. Valcárcel y José Uriel García.
Valcárcel, con su libro Del ayllu al imperio (1925), inaugura esa manera de exaltar la grandeza de la antigua capital del Imperio que mezcla el ensayo con la prosa poética y que desde entonces se cultiva incansablemente en el Cusco. Otro libro que publica en 1925, De la vida inkaica. Algunas captaciones del espíritu que la animó, está en la misma línea. José Uriel García (1884-1965), condiscípulo de Valcárcel y, como él, polémico ensayista, escritor e historiador, es el autor de El nuevo indio (1930), en el que hace un agudo análisis del mestizaje y la aculturación en la sociedad peruana.
La poesía es el género preferido por varias generaciones de escritores cusqueños a lo largo del siglo pasado, pero son sobre todo dos los que destacan y cuya obra trasciende los marcos locales, Luis Nieto Miranda (1910-1998) y Andrés Alencastre (1911-1983); el primero, un exponente del "cholismo", una vertiente de la poesía peruana que revalora las expresiones culturales de los mestizos o "cholos", y el segundo, el más importante cultor en el Perú de la poesía en idioma quechua.
Figura imprescindible también es la del padre Jorge A. Lira, cuya contribución al rescate de la literatura oral quechua, tanto en la vertiente poética como en la de la narración, es sumamente valiosa. Canto de amor y Tutupaka llaqta son algunos títulos que corroboran lo que acabamos de afirmar. Por lo demás, al hablar de tradición oral, es justo recordar a una de las principales informantes del padre Lira, doña Carmen Taripha, en cuya persona en cierto modo se encarna el genio creativo del pueblo quechua.

## SigloXXI
En el presente siglo se produce en el Cusco literatura, tanto en quechua, como en castellano. Algunos escritores escriben en una de esas lenguas, otros en ambas.

### Narrativa
En la primera década del siglo XXI tres narradores cusqueños, que en su obra retratan tanto al Cusco urbano contemporáneo como el rural o incursionan en el pasado de la capital incaica, han recibido reconocimiento a nivel nacional. Ellos son Enrique Rosas Paravicino, Luis Nieto Degregori y Mario Guevara Paredes.
Entre los narradores cusqueños y/o residentes en el departamento del Cusco podemos mencionar a:
- Areli Araoz
- Emperatriz Escalante[1]
- Karina Pacheco

### Poesía
Entre los poetas cusqueños y/o residentes en el departamento del Cusco podemos mencionar a:
- Martín Zúñiga Chávez[2]
- Soledad Araoz
- Germán Bausch
- Raúl Brozovich (fallecido en el 2006)
- Tania Castro
- Iñakapalla Chávez Bermúdez[3]
- Efraín Chevarría
- Odi Gonzales
- Vladimir Herrera
- Juan Mesco
- Ch'aska Anka Ninawaman
- Braddy Romero Ricalde
- Carlos Sánchez
- José Silvestre Tito[4]
- Pavel Ugarte
- Carlos Velásquez
- Ana Bertha Vizcarra
- Américo Yábar
- Iván Yauri Montero
- Lenyan Veka

### Antología
- Mario Pantoja: Piedra sobre piedra. Poesía cusqueña contemporánea, Municipalidad del Cusco, 2000.